# Sumampattus
Sumampattus es un género de arañas araneomorfas de la familia Salticidae. Se encuentra en  América Latina. 

## Lista de especies
Según The World Spider Catalog 12.5::
- Sumampattus hudsoni Galiano, 1996
- Sumampattus pantherinus (Mello-Leitão, 1942)
- Sumampattus quinqueradiatus (Taczanowski, 1878)